# Manfred Stengl
Manfred Stengl, né le 1er avril 1946 à Salzbourg  (Autriche) et mort le 6 juin 1992 à Douglas (Île de Man), est un lugeur, bobeur et pilote de moto autrichien. Il est notamment champion olympique de luge en double en 1964 avec Josef Feistmantl.

## Carrière
Manfred Stengl et Josef Feistmantl sont médaillés d'argent aux championnats d'Europe de luge en 1962. Aux Jeux d'hiver de 1964 à Innsbruck, où la luge fait partie du programme olympique pour la première fois, ils sont médaillés d'or dans leur pays. Stengl se tourne ensuite vers le bobsleigh. Dans cette discipline, il est notamment médaillé de bronze en tant que pilote aux championnats du monde 1975. Stengl est également pilote de moto. Champion d'Autriche en 1969 dans la catégorie 350 cm3, il est tué dans un accident pendant le Tourist Trophy de l'île de Man en 1992.

## Palmarès

### Luge

#### Jeux Olympiques
- : médaillé d'or en double luges aux JO 1964.

### Bobsleigh

#### Championnats monde
- : médaillé de bronze en bob à 4 aux championnats monde de 1975.